# Cambarus obeyensis
Cambarus obeyensis är en kräftdjursart som beskrevs av Hobbs och Shoup 1947. Cambarus obeyensis ingår i släktet Cambarus och familjen Cambaridae. IUCN kategoriserar arten globalt som akut hotad. Inga underarter finns listade i Catalogue of Life.